# Alaang
Alaang is een bestuurslaag in het regentschap Alor van de provincie Oost-Nusa Tenggara, Indonesië. Alaang telt 1001 inwoners (volkstelling 2010).